# Wadym Hetman

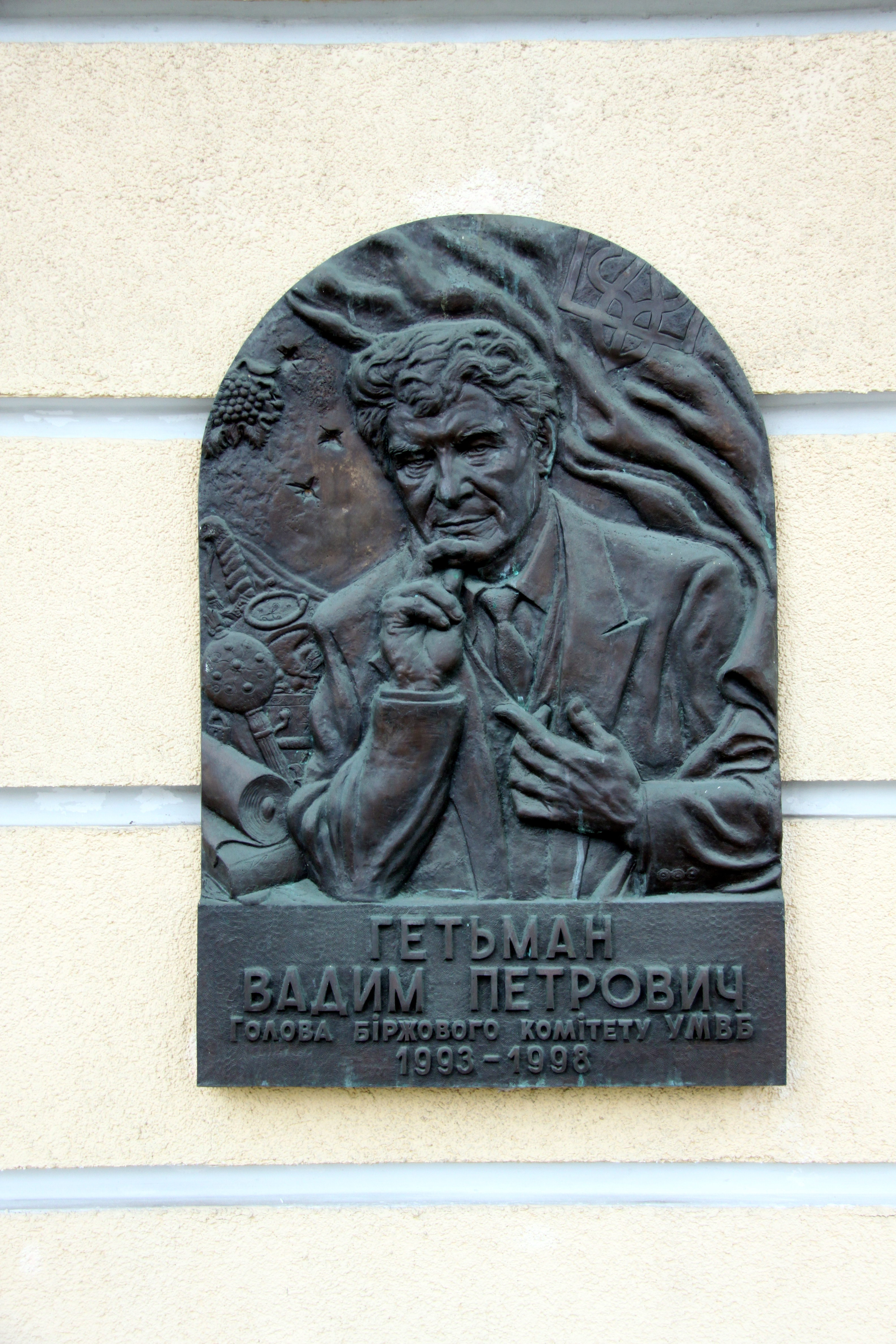
Gedenktafel für Wadym Hetman in Kiew

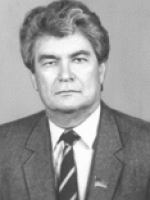
1994

Wadym Petrowytsch Hetman (* 12. Juli 1935 in Orschyzja, Oblast Poltawa, Ukrainische SSR; † 22. April 1998 in Kiew, Ukraine) war ein ukrainischer Ökonom und Politiker. Von März 1992 bis Ende 1993 war er Präsident der Nationalbank der Ukraine. Hetman fiel im April 1998 einem Auftragsmord zum Opfer.
Hetman studierte Ökonomie an der Hochschule für Volkswirtschaft in Kiew. Er war von 1975 bis 1987 Stellvertretender Vorsitzender des Staatlichen Preiskomitees der Ukrainischen Sowjetrepublik. Im Jahr 1987 wechselte er zur ukrainischen Zentrale der Agroprombank der Sowjetunion; ab 1990 wurde diese Bank in eine kommerziell organisierte Aktiengesellschaft umstrukturiert. Aus dieser Zeit kannte Hetman Wiktor Juschtschenko, den späteren Präsidenten der Ukraine.
Nachdem die Ukraine ihre staatliche Unabhängigkeit erlangt hatte, war Hetman maßgeblich am Aufbau der Nationalbank des Landes beteiligt. Im März 1992 wurde er Präsident der Nationalbank, aber bereits Ende 1993 trat er von diesem Amt wieder zurück, unter anderem, weil er sich gegen ein überstürztes Ausscheiden der Ukraine aus der Rubelzone ausgesprochen hatte. Sein Nachfolger als Nationalbankpräsident wurde Juschtschenko. Die ersten 1996 von der Nationalbank ausgegebenen Geldscheine der Landeswährung Hrywnja trugen Hetmans Unterschrift.
Hetman war seit 1990 Mitglied des ukrainischen Parlamentes, der Werchowna Rada. Im April 1998 wurde er im Fahrstuhl seines Hauses von einem unbekannten Täter erschossen. Die Generalstaatsanwaltschaft der Ukraine legte 2002 den Auftrag zu diesem Mord dem früheren Ministerpräsidenten Pawlo Lasarenko zur Last, ein wegen des Mordes zu lebenslanger Haft verurteilter Mann hat wiederholt angegeben, er sei zu einem Geständnis gezwungen worden. Bis heute sind die Hintergründe der Tat ungeklärt. Er wurde in Kiew auf dem Baikowe-Friedhof bestattet.
Zu Ehren Hetmans wurde die Hochschule für Volkswirtschaft in Kiew in Nationale Wadym-Hetman-Wirtschaftsuniversität Kiew umbenannt. 2005 wurde ihm posthum der Titel Held der Ukraine verliehen.